# Iwanynci
Iwanynci (ukr. Іванинці) – wieś na Ukrainie, w obwodzie chmielnickim, w rejonie chmielnickim, w hromadzie Latyczów. W 2001 liczyła 246 mieszkańców.